# Дударик
Львовская государственная академическая мужская хоровая капелла «Дударик» (укр. Львівська державна академічна чоловіча хорова капела «Дударик») — украинский музыкальный коллектив, основанный в 1971 году народным артистом Украины Николаем Кацалом при содействии Украинского Музыкального Общества в г. Львове. Лауреат Национальной премии им. Т. Шевченко (1989).

## История
Началом творческого пути капеллы, считается день первой репетиции, которая состоялась 17 октября 1971 года во Львовской областной филармонии. В ноябре 1971 состоялось первое выступление коллектива. «Дударик» принял участие совместно с Львовский симфоническим оркестром в исполнении балетной сюиты А. П. Петрова «Сотворение мира».
В 1977 «Дударик» стал финалистом всесоюзных фестивалей и конкурсов. В 1983 капелла была награждена дипломом Президиума Верховного Совета Украинской ССР.
В 1989 стараниями Николая Кацал и его сотрудников — Любови Кацал и Леси Чайковской была создана первая хоровая школа на Украине, ставшая основой для развития коллектива. Специально для неё власти Львова передали помещение памятника архитектуры — бывшего городского госпиталя Св. Лазаря.

## Репертуар
В репертуаре капеллы — концерты Д. Бортнянского, А. Веделя, М. Березовского, коляды и щедровки в обработке украинских композиторов — Н. Лысенко, Н. Леонтовича, К. Стеценко, А. Кошица и др.
Хор «Дударик» также выполнял кантату Stabat Mater — Д. Перголези, Carmina Burana — К. Орфа, Requiem — Моцарта, симфонию № 9 — Бетховена, Симфонию № 3 «Каддиш» — Л. Бернстайна, «Credo» К. Пендерецкого и множество ораториальных произведений.
Хор мальчиков и мужчин из Львова, впоследствии народная хоровая капелла «Дударик», позже Государственная хоровая капелла, в настоящее время государственная академическая мужская хоровая капелла имеет длительную историю международных концертных турне.
Во время своих ежегодных поездок выступала в Литве, Латвии, Белоруссии, России, Грузии, Молдове, Эстонии, Венгрии, Польши, Словакии, США и Канаде, Швейцарии, Австрии, Франции, Бельгии и Голландии. Капеллой записан ряд компакт-дисков, компакт-кассет и пластинок, а также десятки концертных программ на радио и телевидении.
- 1978,1981,1987,1991 — участник международных хоровых фестивалей в Эстонии и Латвии
- 1987, 1989 — участник международных хоровых фестивалей в Венгрии
- 1990 — 57 концертов в США и Канаде
- 1991—2003 — участник ежегодных международных фестивалей в Польше, Швейцарии, Франции и Бельгии

За 40 лет концертной деятельности капелла дала более 2500 концертов в самых престижных концертных залах Украины и мира, среди которых Карнеги-холл, Собор Парижской Богоматери, Ванкувер Эйр Плейс, Варшавская филармония, Национальный дворец искусств «Украина», Национальная опера Украины, Национальная филармония Украины.